# Mijailo Mijailović
Pour les articles homonymes, voir Mijailović.
Mijailo Mijailović, né à Stockholm le 6 décembre 1978, de parents immigrés serbes, est un citoyen suédois.

## Biographie
Il est connu pour avoir assassiné le 10 septembre 2003 dans un magasin de Stockholm la ministre suédoise Anna Lindh, âgée de 46 ans.
Le 23 mars 2004 il est condamné à la prison à vie. Invoquant des troubles mentaux dont souffrirait Mijailović au moment du crime, la défense obtient que le procès soit porté devant la Cour suprême. Celle-ci confirmera néanmoins la condamnation à vie le 2 décembre 2004.